# Arcivescovato di Brema

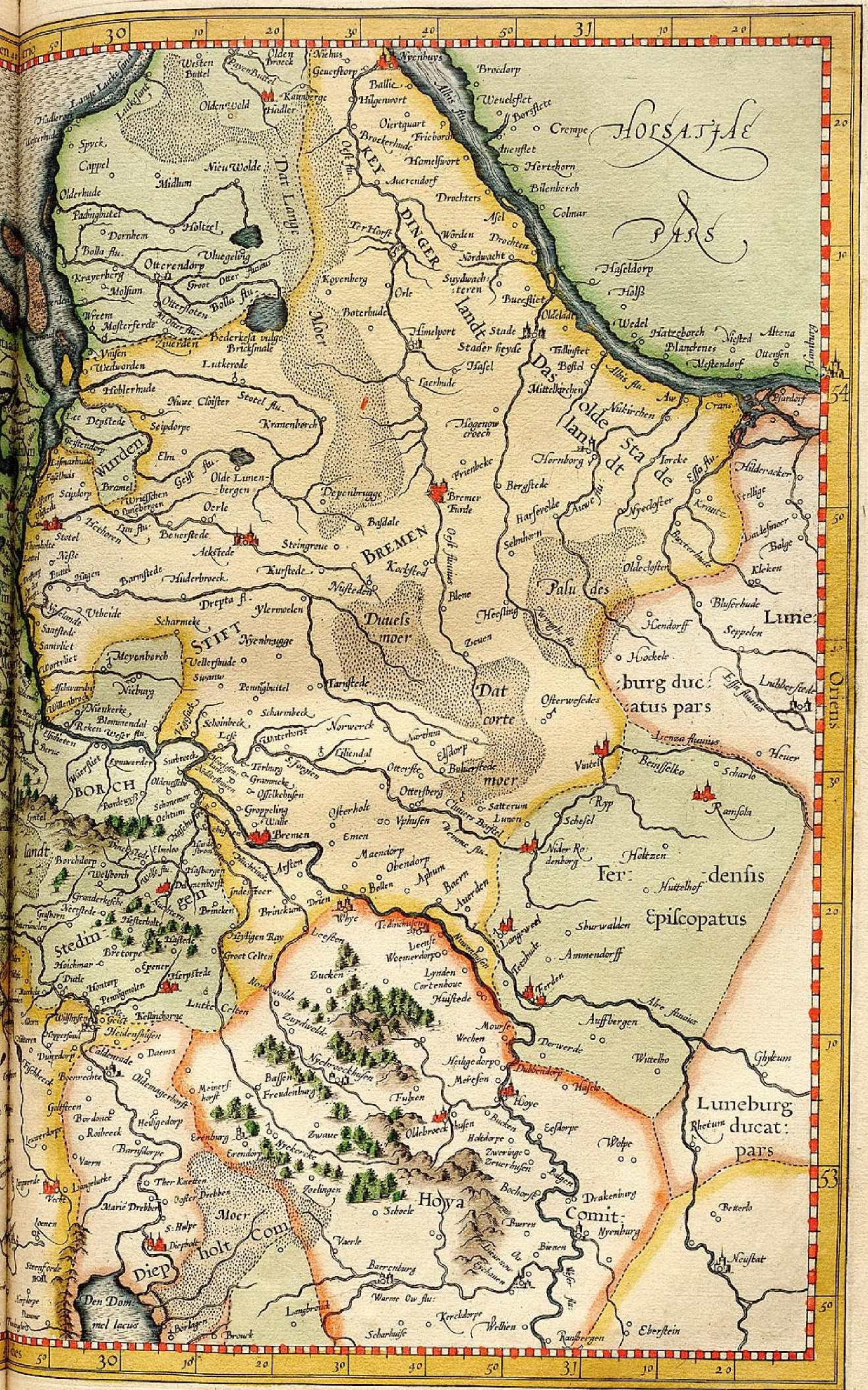
Mappa del principato arcivescovile di Brema alla fine del XVI secolo.

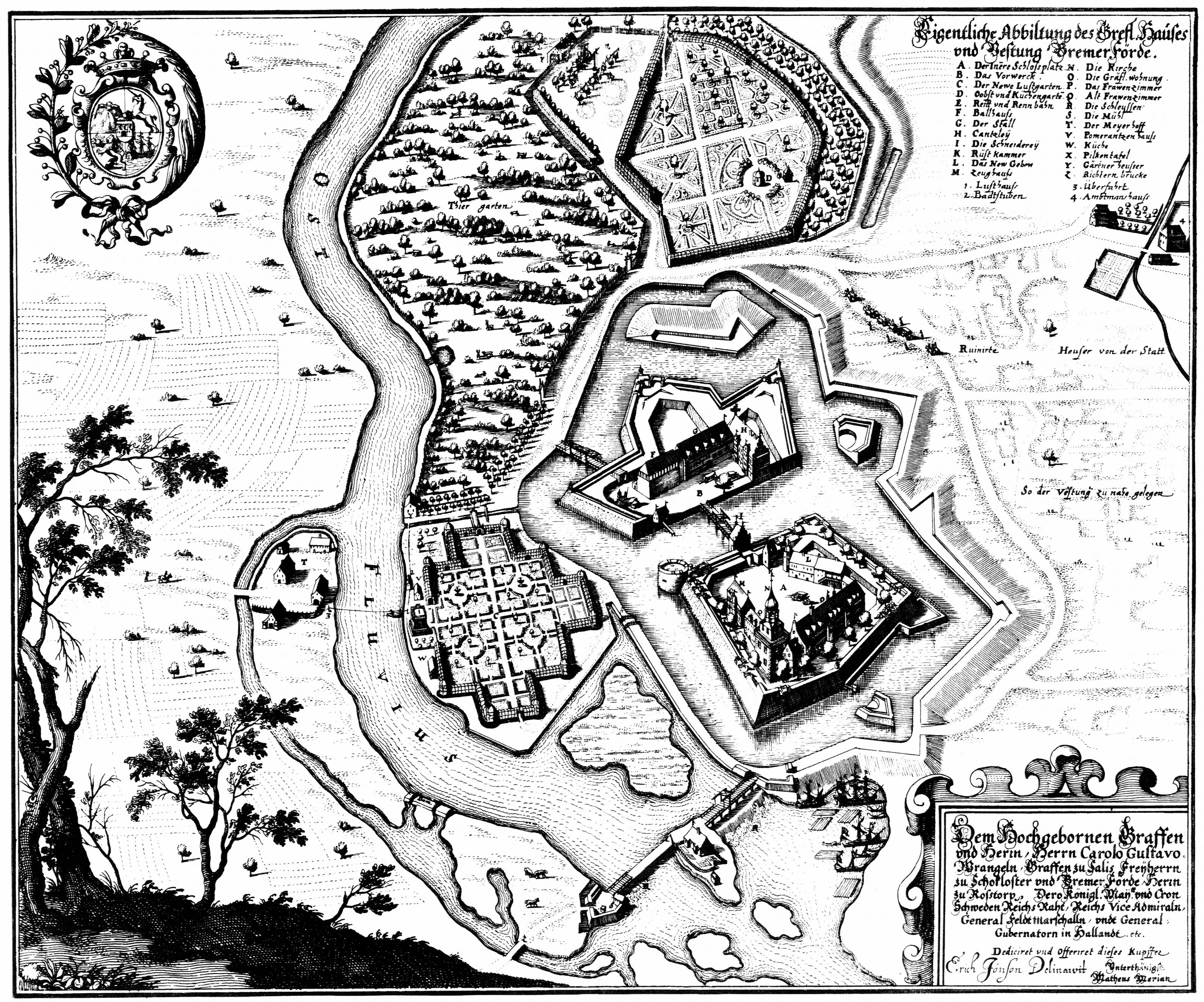
Il castello di Bremervörde (Schloss Bremervörde), residenza principale dei principi arcivescovi di Brema.

L'arcivescovato di Brema fu un principato arcivescovile del Sacro Romano Impero, esistito dal 1180 al 1648. Esso non comprendeva la città di Brema, ma l'area a nord della città, tra i fiumi Weser ed Elba.

## Storia
A partire dall'XI secolo gli arcivescovi di Brema-Amburgo ebbero giurisdizione comitale su un territorio che comprendeva circa un terzo dell'arcidiocesi di Brema-Amburgo e circa il 10% della vicina diocesi di Verden. Questo territorio faceva parte politicamente del ducato di Sassonia.
Nel 1180 il ducato sassone fu dissolto e dalle sue ceneri sorsero diverse entità politicamente indipendenti, che ottennero dall'imperatore Federico Barbarossa l'immediatezza imperiale. Tra questi ci fu anche il principato arcivescovile di Brema; il primo principe arcivescovo fu Siegfried von Anhalt, eletto arcivescovo nel settembre del 1179.
Inizialmente la sede dei principi era Brema. In seguito, quando Brema divenne una città libera, i principi arcivescovi trasferirono la loro sede dapprima a Bücken, e poi a Bremervörde dove si trovava lo Schloss Bremervörde, che andò distrutto sul finire del XVII secolo.
Dal 1186 la città di Brema si rese sempre più indipendente dalla giurisdizione degli arcivescovi principi, che di fatto ebbero sotto il loro diretto controllo, a Brema, solo la cattedrale di San Pietro.
Durante il governo di Gebhard von Lippe (1219-1258) il principato arcivescovile di Brema raggiunse la sua massima espansione con l'annessione della contea di Stade. Nel marzo del 1230 l'arcivescovo di Brema accusò gli Stedinger di ribellione alla Chiesa, di aver incendiato conventi e chiese, di fare un uso improprio delle ostie, di praticare le arti divinatorie e di evocare gli spiriti. Gli Stedinger protestavano contro il pagamento dei tributi da loro pretesi nonostante ne fossero stati esentati per la bonifica delle terre del Wesermarsch. Ai cittadini di Brema furono accordati generosamente diritti e facilitazioni in cambio della loro partecipazione alla guerra contro gli Stedinger e l'esenzione da dazi. Ai commercianti furono offerte la libertà nel comportamento in guerra e un terzo del bottino. Con queste promesse fu assicurato non solo l'aiuto finanziario della città, ma anche l'impiego di navi e l'approvvigionamento delle truppe. Papa Gregorio IX nel 1233 dichiarò che ad ogni partecipante alla campagna militare contro gli Stedinger sarebbero stati rimessi i peccati come per le crociate in Terrasanta. I vescovi della Germania settentrionale ed i domenicani furono esortati a predicare la crociata. Gli alleati, al comando di Enrico I di Brabante, misero in piedi un esercito forte di 40.000 uomini, mentre gli Stedinger riuscirono a mobilitare 11.000 combattenti. La guerra fu caratterizzata da brutali devastazioni e molti Stedinger furono arsi sul rogo.

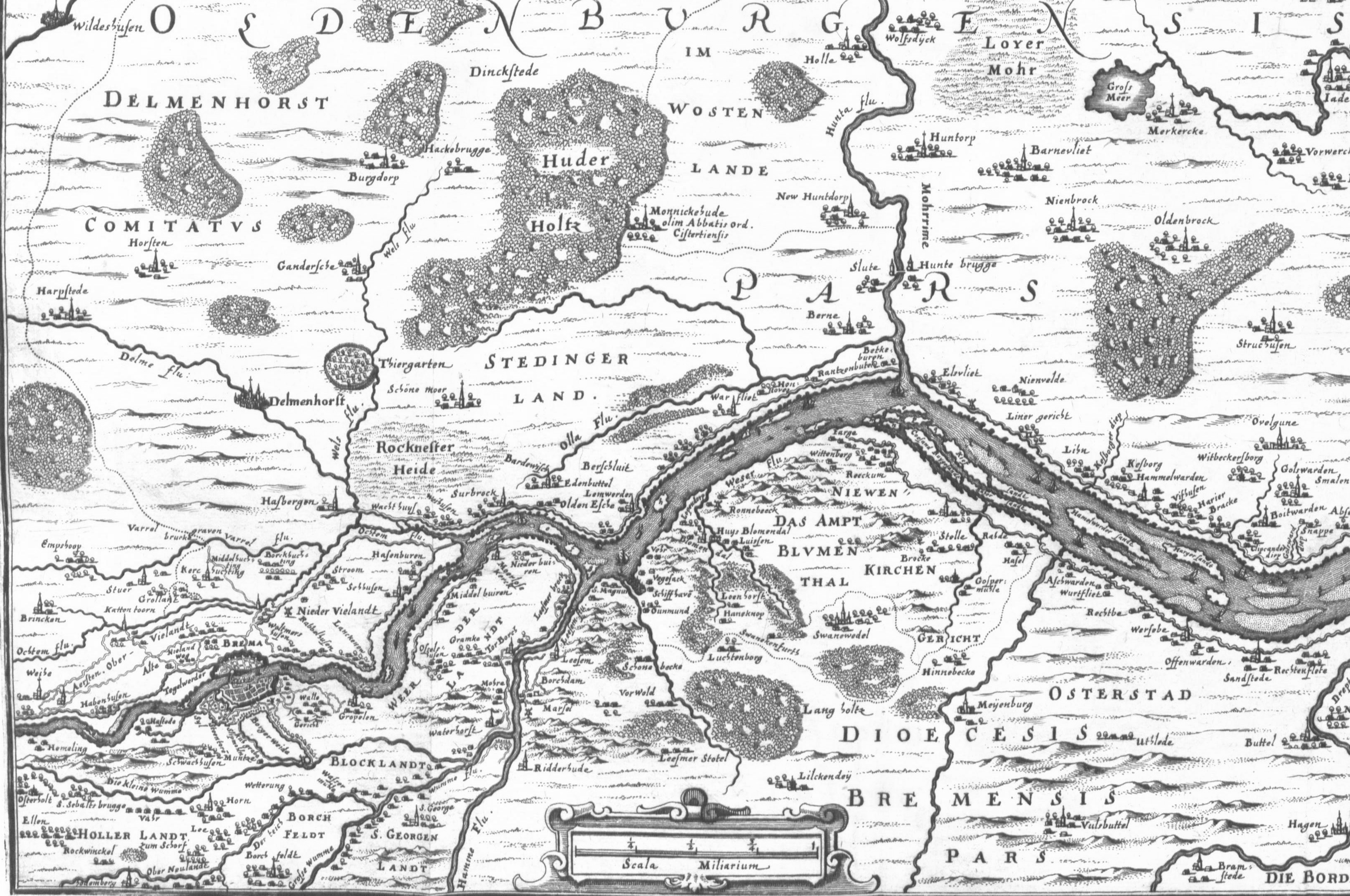
La zona degli Stedingen

Nel 1233 la zona dell'Osterstade fu sottomessa e nel 1234 l'arcivescovo colse la vittoria con la battaglia di Altenesch. Le terre conquistate sulla riva sinistra del Weser furono spartite fra i vincitori e la posizione politica di Brema fu eccezionalmente rafforzata dalla vittoria.
La Riforma protestante segnò la fine della diocesi e condizionò le sorti del principato per i successivi duecento anni. Giorgio di Brunswick-Lüneburg fu l'ultimo principe arcivescovo riconosciuto dalla Santa Sede, benché segretamente avesse aderito al luteranesimo.
La Pace di Vestfalia nel 1648 secolarizzò il principato arcivescovile, segnando la sua fine. L'antico stato, unito a quello di Verden, divenne un ducato appannaggio della corona di Svezia, la quale riconobbe pienamente la secolarizzazione dei territori e cambiò appunto lo status della regione da arcivescovato a Ducato di Brema-Verden.

## Elenco dei principi arcivescovi di Brema-Amburgo

### Principi arcivescovi cattolici
- Sigfrido † (settembre 1179 - 24 ottobre 1184 deceduto)
- Arduico II di Utlede † (1184 - 3 novembre 1207 deceduto)
  - Valdemaro (1192-1194) (usurpatore)
- Burghard von Stumpenhausen † (1207 - 1210 dimesso)
- Gerhard von Oldenburg-Wildeshausen † (30 ottobre 1210 - 13 agosto 1219 deceduto)
- Gebhard von Lippe † (1219 - 27 luglio 1258 deceduto)
- Hildebold von Wunstorf † (17 aprile 1259 - 11 ottobre 1273 deceduto)
- Giselbert von Brunkhorst † (27 febbraio 1274 - 17 novembre 1306 deceduto)
- Heinrich von Goltern † (1306 - 9 aprile 1307 deceduto)
  - Florenz von Bronchorst † (1307) (vescovo eletto)
- Bernhard von Wölpe † (1307 - 17 settembre 1307 deceduto)
- Jens Grand † (11 febbraio 1310 - 30 maggio 1327 deceduto)
- Burchard Grelle † (25 settembre 1327 - 12 agosto 1344 deceduto)
- Otto von Oldenburg † (14 febbraio 1345 - 14 marzo 1348 deceduto)
- Godfried von Arnsberg † (13 giugno 1348 - 1360 dimesso)
- Alberto di Brunswick-Wolfenbüttel † (17 luglio 1360 - 14 aprile 1395 deceduto)
- Otto von Braunschweig-Lüneburg † (2 ottobre 1395 - 30 giugno 1406 deceduto)
- Johann von Schlamstorf † (25 settembre 1406 - 20 dicembre 1421 deceduto)
- Nikolaus von Oldenburg-Delmenhorst † (14 marzo 1422 - 1434 dimesso)
- Baldwin von Wenden, O.S.B. † (22 dicembre 1434 - 8 luglio 1441 deceduto)
- Gerhard von der Hoye † (1º aprile 1442 - 14 aprile 1463 deceduto)
- Heinrich von Schwarzburg † (20 novembre 1463 - 24 dicembre 1496 deceduto)
- Johann Rode von Wale † (27 aprile 1497 - 4 dicembre 1511 deceduto)
- Christoph von Braunschweig-Lüneburg † (4 dicembre 1511 succeduto - 22 gennaio 1558 deceduto)

### Principi arcivescovi protestanti
- Giorgio di Brunswick-Lüneburg (14 febbraio 1561 - 4 dicembre 1566 deceduto)
- Enrico III di Sassonia- Lüneburg (1567-1585)
- Johann Adolf of Holstein-Gottorp (1585-1596)
- Giovanni Federico di Holstein-Gottorp (1596-1634)
- Federico III di Danimarca (1634-1648)